# Rosignano Monferrato
Rosignano Monferrato és un municipi situat al territori de la província d'Alessandria, a la regió del Piemont, (Itàlia).
Rosignano Monferrato limita amb els municipis de Camagna Monferrato, Casale Monferrato, Cella Monte, Frassinello Monferrato, Ozzano Monferrato, San Giorgio Monferrato i Terruggia.

## Galeria

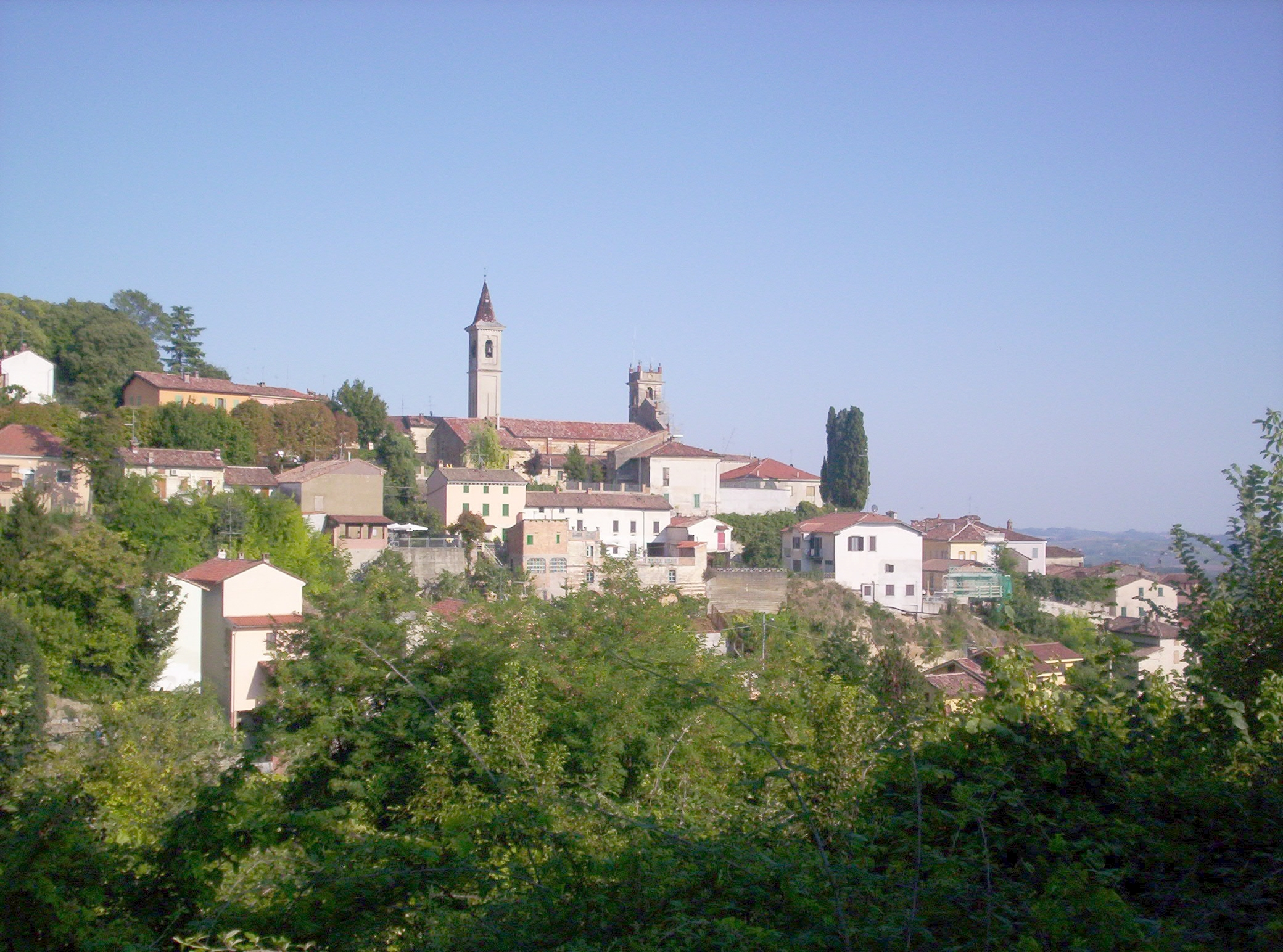
Vista del poble
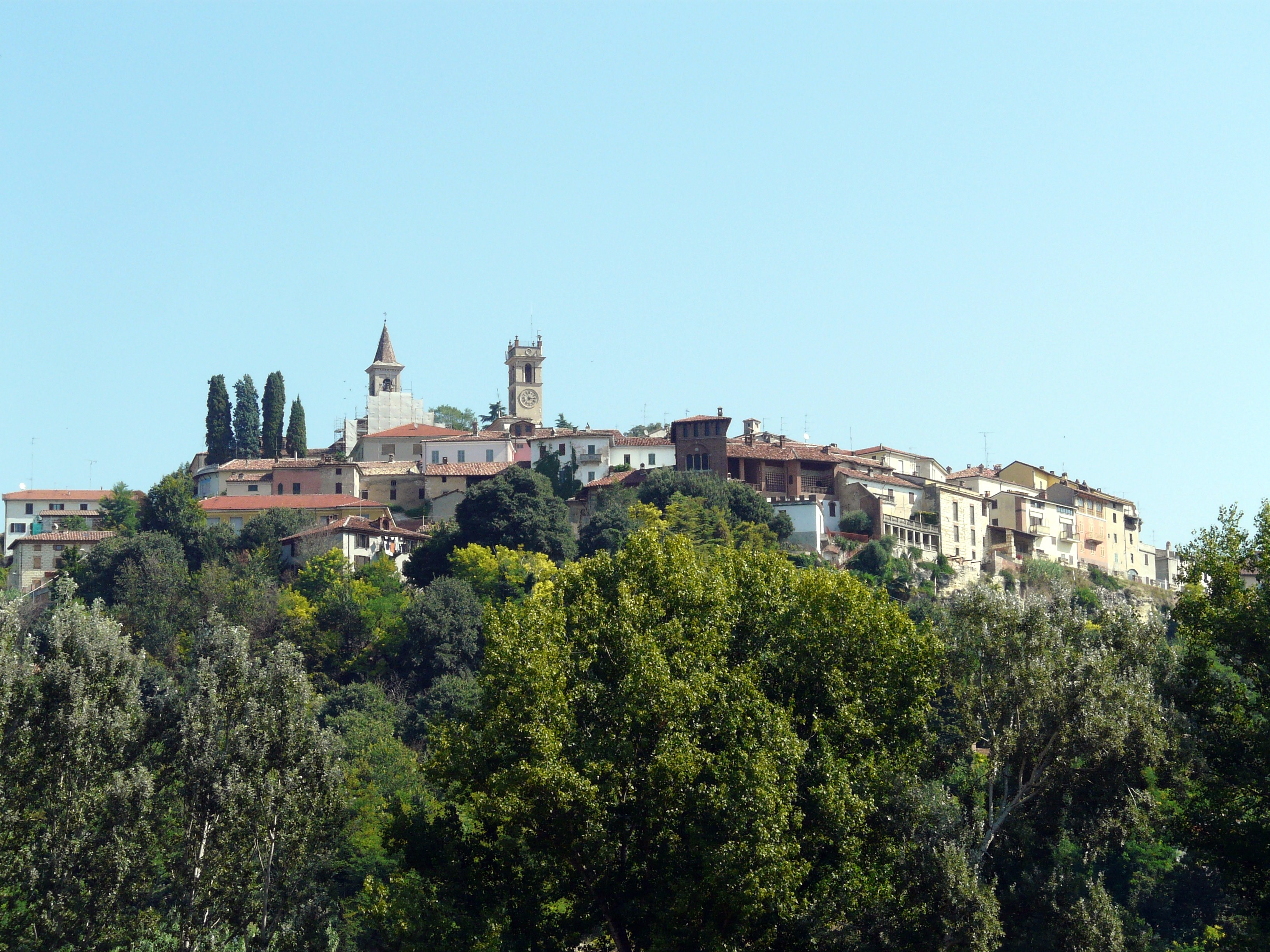
Panorama de Rosignano Monferrato
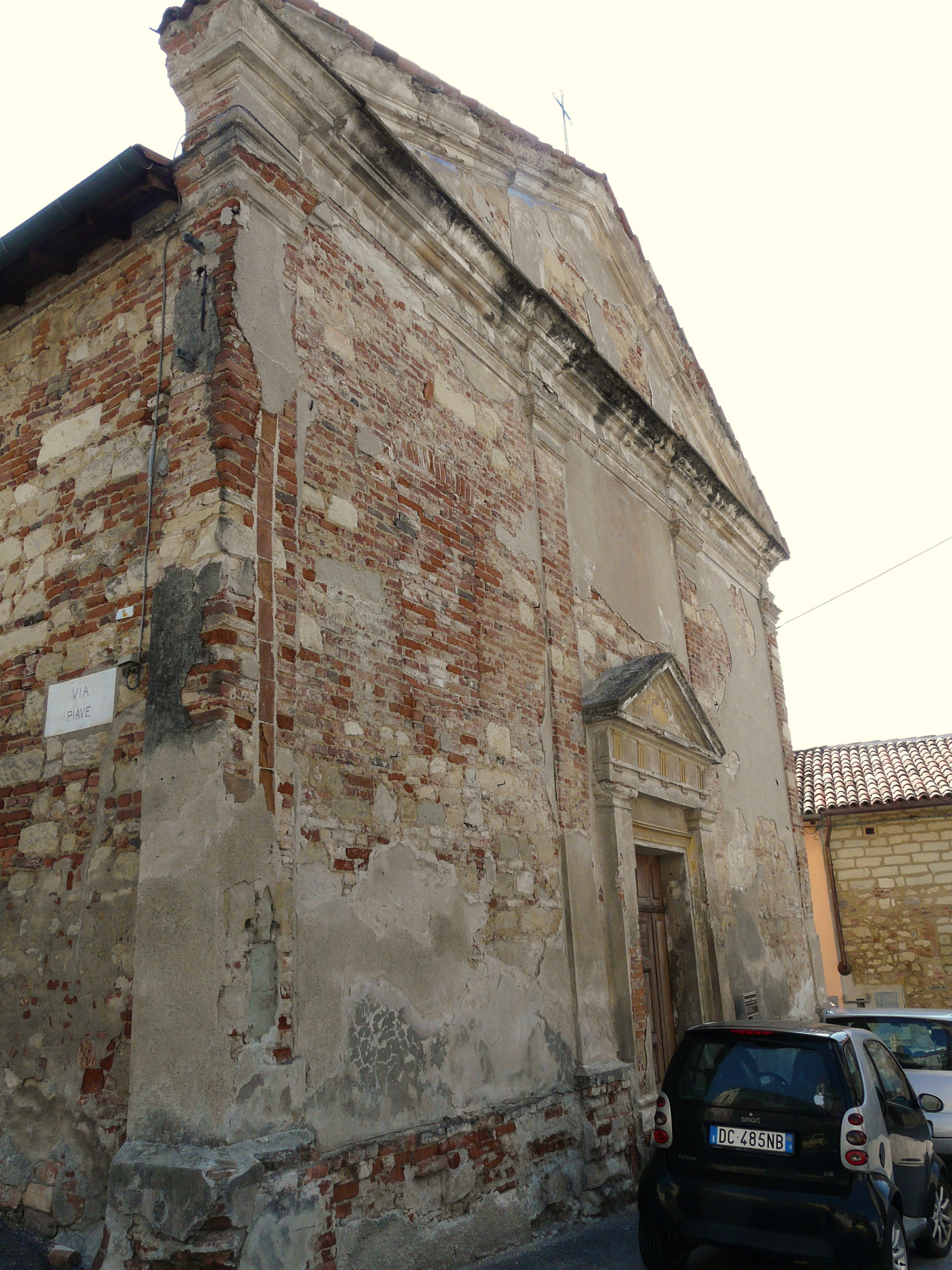
Església de Sant Antoni
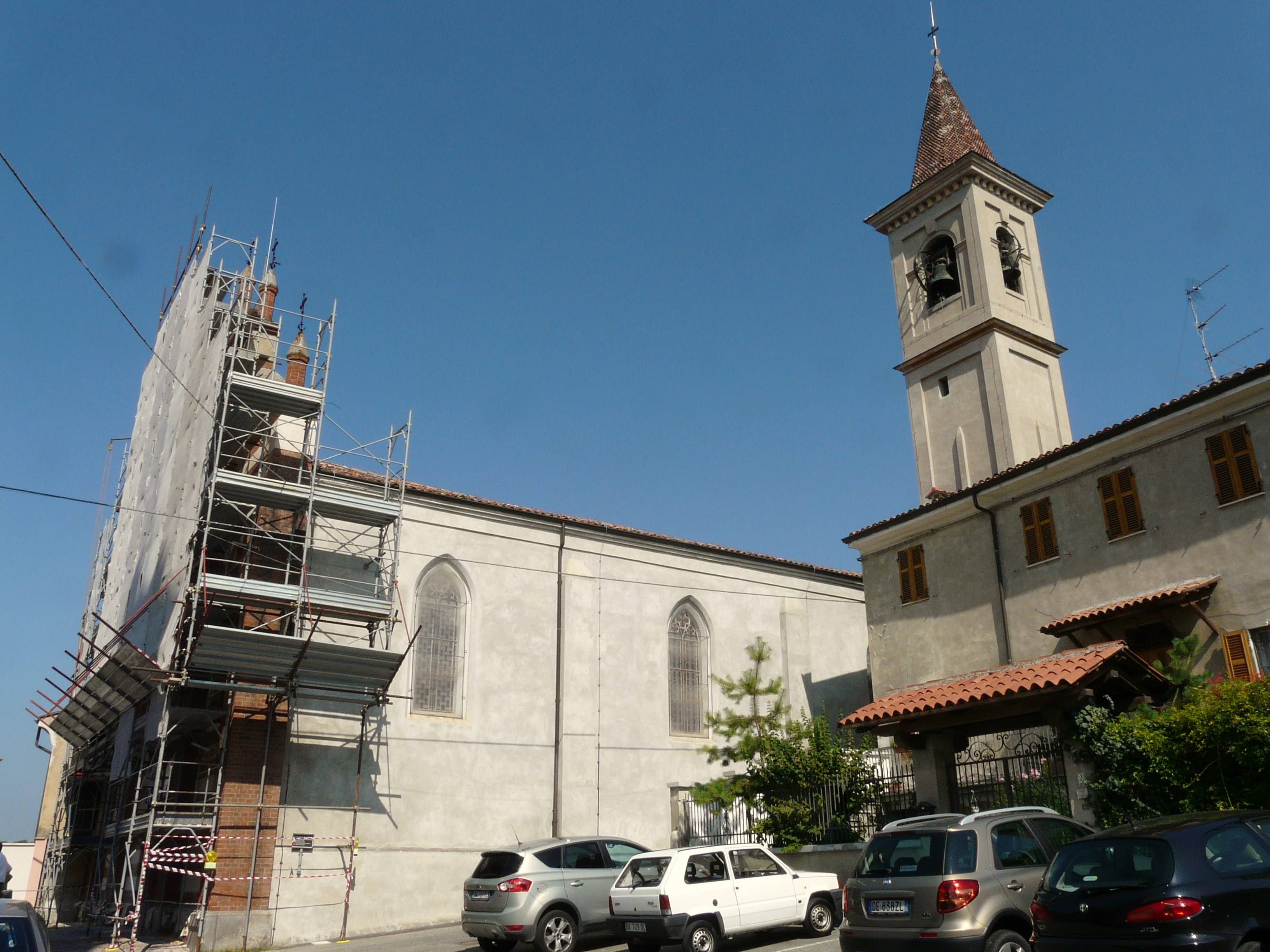
Església de Sant Victor
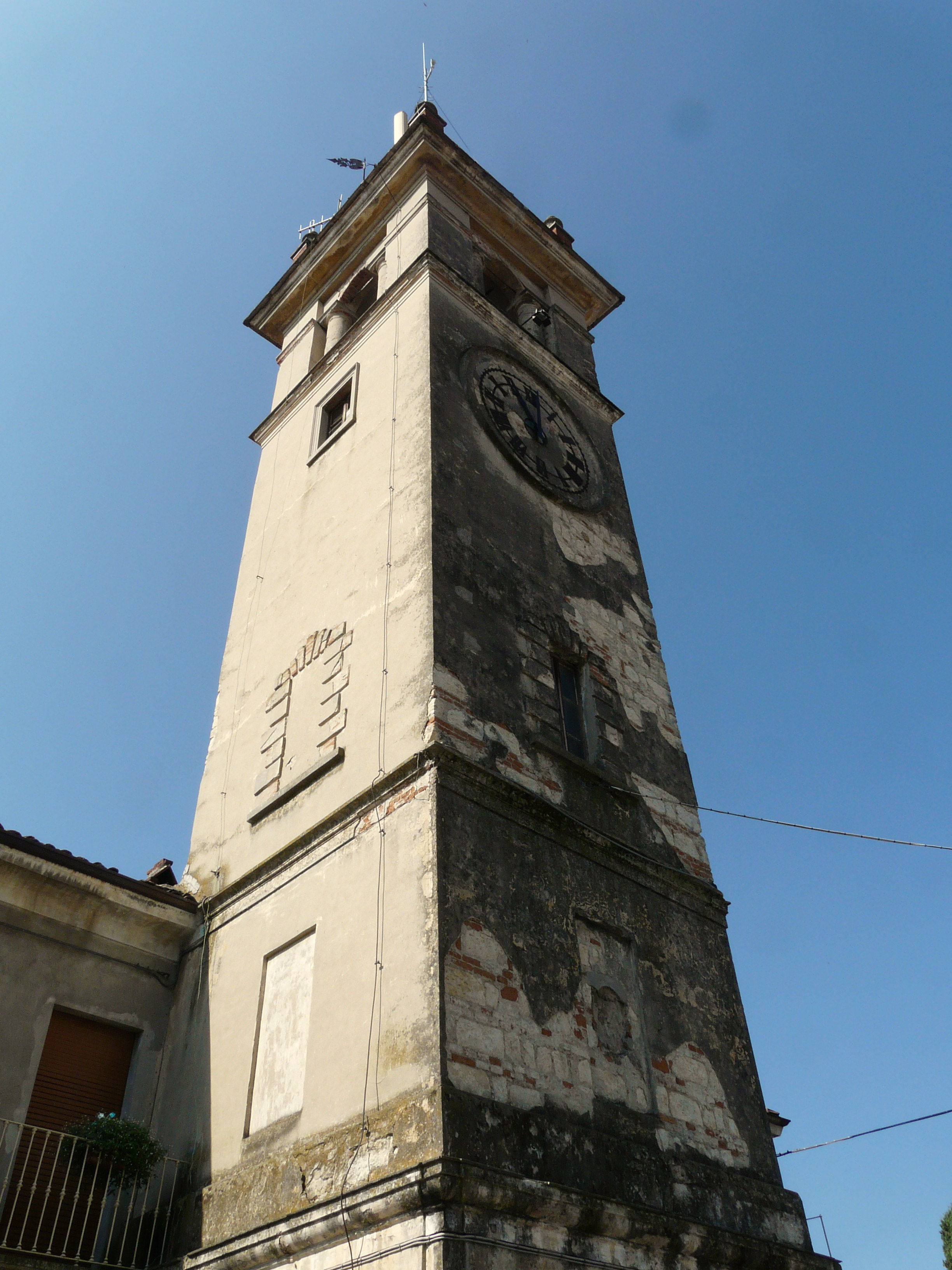
Torre Cívica